# Rutwica (Wałcz)
Rutwica (deutsch Harmelsdorf, früher Harmelsdorff) ist ein Dorf in der Landgemeinde (Gmina) Wałcz (Deutsch Krone) im Powiat Wałecki (Deutsch Kroner Kreis) der polnischen Woiwodschaft Westpommern.

## Geographische Lage
Das Dorf liegt im Netzedistrikt des ehemaligen Westpreußen, etwa 15 Kilometer südwestlich von Wałcz (Deutsch Krone), neun Kilometer nordöstlich von Tuczno (Tütz) und vier Kilometer südsüdwestlich von Nakielno (Klein Nakel).

## Geschichte
Ältere Ortsbezeichnungen sind Hermannsdorf (1468), Armensdorp (Anfang 17. Jh.), Harmsdorf (1641), Armsdorf (1736), neupolnisch Harmale. 1736 war hier ein Vorwerk mit einem alten Fachwerk-Wohnhaus. 1786 verkaufte ein von Blankenburg das Gut an Ludwig Zimański für 10.500 Taler. 1805 wurde der Wert des Guts auf 14.000 Taler abgeschätzt.
Um 1930 hatte die Gemeinde Harmelsdorf eine 24,9 km² große Gemarkungsfläche, und es gab hier fünf Wohnplätze, auf denen insgesamt 55 bewohnte Wohnhäuser standen:
- Bahnhof Harmelsdorf
- Emilienhof
- Emilienthal
- Harmelsdorf
- Ludwigsthal

Im Jahr 1945 gehörte Harmelsdorf zum Landkreis Deutsch Krone im Regierungsbezirk Grenzmark Posen-Westpreußen der preußischen Provinz Pommern des Deutschen Reichs. Harmelsdorf war dem Amtsbezirk Klein Nakel zugeordnet.
Im Februar 1945 wurde Harmelsdorf von der Roten Armee besetzt. Nach Beendigung der Kampfhandlungen wurde die Region seitens der sowjetischen Besatzungsmacht zusammen mit ganz Hinterpommern und der südlichen Hälfte Ostpreußens – militärische Sperrgebiete ausgenommen – der Volksrepublik Polen zur Verwaltung überlassen. Es wanderten nun Polen zu. Harmelsdorf wurde unter der polnischen Ortsbezeichnung „Rutwica“ verwaltet. Die einheimische Bevölkerung wurde von der polnischen Administration aus Harmelsdorf vertrieben.

### Demographie
| Jahr | Einwohner | Anmerkungen |
| ---- | --------- | --- |
| 1783 | –         | adliges Dorf und Vorwerk nebst einer katholischen Filialkirche von Nakel, im Netzedistrikt, Kreis Krone, 23 Feuerstellen (Haushaltungen)                               |
| 1818 | 205       | Hauptgut, adlige Besitzung |
| 1910 | 564       | am 1. Dezember, davon 201 im Dorf (25 Protestanten, 176 Katholiken) und 363 im Gutsbezirk (130 Evangelische, 233 Katholiken; eine Person mit polnischer Muttersprache) |
| 1925 | 713       | darunter 221 Evangelische und 425 Katholiken, für die restlichen 67 Einwohner keine Angaben zur Konfession vorhanden                                                   |
| 1933 | 618       | [ 6 ] |
| 1939 | 817       | [ 6 ] |

## Kirche
Die Protestanten der bis Kriegsende 1945 anwesenden Dorfbevölkerung gehörten zum Kirchspiel Tütz.

## Söhne und Töchter des Ortes
- Georg Remer (1879–?), deutscher römisch-katholischer Geistlicher und Politiker (Zentrum), Mitglied des Preußischen Staatsrats